# Río Algar
El río Algar es un río costero del sureste de la península ibérica que desemboca en el mar Mediterráneo y discurre por la provincia de Alicante (España).

## Curso
Nace en la sierra del Ferrer, en el término de Callosa de Ensarriá, formando las Fuentes del Algar, que constituyen una zona recreativa y de baño con numerosos saltos de agua fría. Sus aguas se utilizan para el regadío, sobre todo del níspero que tiene denominación de origen.
Recibe como afluentes al río Bolulla y al río Guadalest, este tiene un embalse de 12,97 hm³ de capacidad que se utilizan para el abastecimiento urbano, sobre todo de la ciudad de Benidorm. A partir de la incorporación del Guadalest, las aguas del cauce se reducen considerablemente debido a la sustracción de agua para riego y para el consumo urbano. Además hay un canal en el río Algar que desvía las aguas al citado pantano de Guadalest y al de Amadorio, en la misma comarca de la Marina Alta, en una zona más árida.
Finalmente, el río desemboca en el mar Mediterráneo, en el término municipal de Altea. El tramo final del río tiene una conformación de típica rambla mediterránea.
De caudal constante, al estar en una zona de clima mediterráneo típico, presenta también una alta irregularidad. En marzo de 2022, tras lluvias constantes durante todo el mes que superaron los 600 mm en parte de la cuenca, se produjo una crecida que desbordó las fuentes del Algar y la avenida en el azud de Altea llegó a un pico de 128 m³/s, lo que supone un caudal específico de más de 1.300 l/s/km².
Aparece descrito en el primer volumen del Diccionario geográfico-estadístico-histórico de España y sus posesiones de Ultramar de Pascual Madoz con las siguientes palabras:

ALGAR: r. en la prov. de Alicante, part. jud. de Callosa de Ensarriá: nace en el sitio llamado Dels Sacs por dos bocas que hay en la raiz meridional del monte Bernia, term. jurisd. y á 1/2 hora de la espresada v. Durante su curso de N. á E. aumenta el caudal de sus perennes y cristalinas aguas con las de un riach. que baja de Bolulla, y cerca de Nuciá recibe las del r. Guadalest, y despues de fertilizar los térm. de Callosa y Altea, cuyas pobl. quedan á la der., desagua en el mar, hacia el E. de la última.
(Madoz, 1845, p. 547)